# Siegmund von Sack

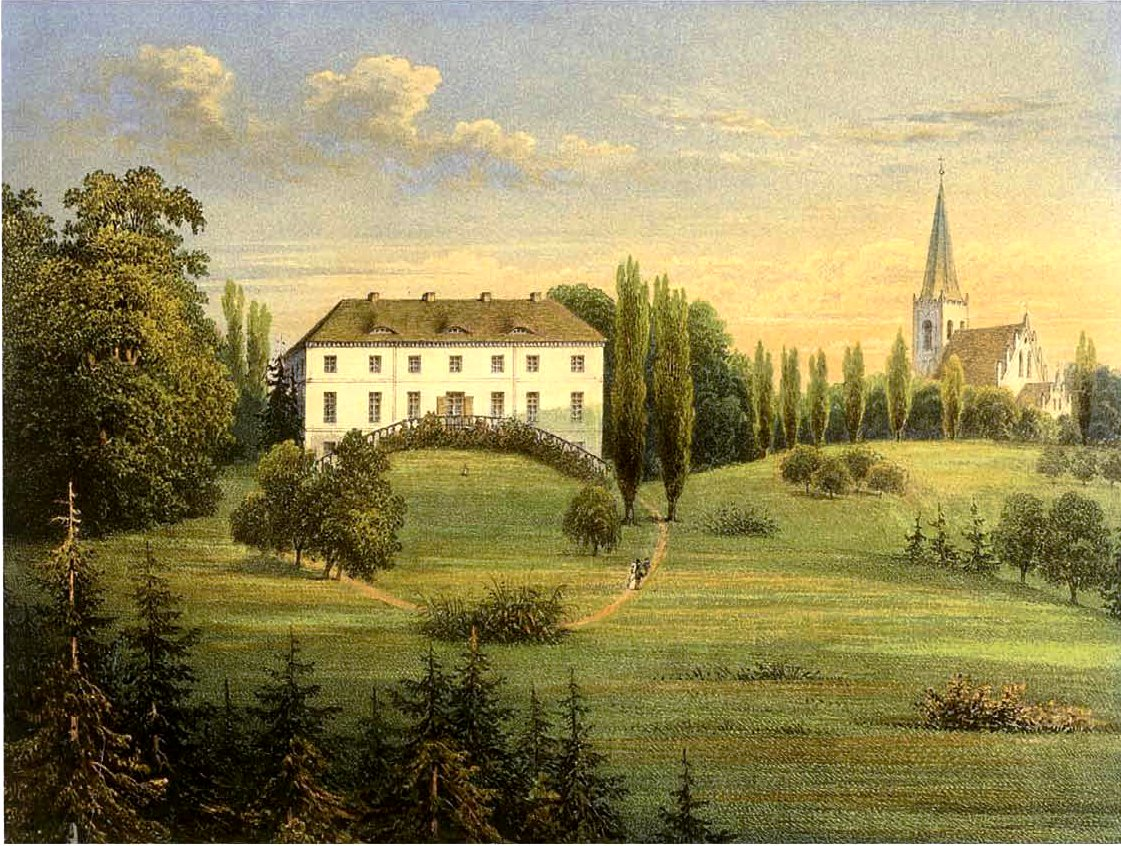
Rittergut Vietnitz

Siegmund von Sack (* 1662; † 1740) war ein preußischer Generalmajor, Kommandant der Festung Kolberg sowie Chef des Garnisonsbataillons Nr. 3 und Erbherr auf Woltersdorf. 

## Leben

### Herkunft
Er entstammt dem markbrandenburgischen Adelsgeschlecht derer von Sack. Seine Eltern waren Hans Christoph von Sack (* 24. Juni 1637; † 7. Februar 1713)  und dessen Ehefrau Ursula Tugendreich von Winterfeld (* 1640; † 17. November 1705). Sein Vater war  Erbherr auf Vietnitz und Butterfelde. Er hatte noch einen Bruder Hans Georg der mit Sophie Charlotte von Ploetz verheiratet war.

### Militärkarriere
Er stand bereits in der Armee des Kurfürsten Friedrich Wilhelm von Brandenburg. Am 15. Februar 1692 wurde er Hauptmann im Regiment Barfus. Dort wurde er am 17. November 1704 Major, am 10. Januar 1707 Oberstleutnant und am 17. Januar 1711 Oberst im Regiment Nr. 4 (Beschefer). 
Am 1. Januar 1722 wurde auf Grund seiner Verletzungen zum Kommandanten von Kolberg ernannt. Dort wurde er 1725 Generalmajor und starb im Jahr 1740.

### Familie
Er war seit dem 28. April 1696 im Ilse Lukretia von Winterfeld verheiratet, sie war die Tochter des Johann Georg von Winterfeld (* 1627; † 28. Mai 1697) Erbherr von Schmarsow und dessen zweiter Ehefrau Anna Ilse von Haake (* 1643; † 10. Dezember 1700). Aus der Ehe überlebte zwei Töchter den Vater, darunter:
- Sophie Wilhelmine  (* 7. Dezember 1709; † 17. Oktober 1780) ⚭ Otto Ludolph von Saldern (* 26. Juni 1686; † 5. April 1753) (Stiefeltern von Friedrich Christoph von Saldern)[5]